# Remetalces del Bòsfor
Remetalces (grec antic: Ῥοιμητάλκης, llatí: Rhoemetalces) va ser rei del Bòsfor durant els regnats d'Hadrià i Antoní Pius, segons es pot saber per les monedes del rei on les imatges d'aquests dos emperadors apareixen gravades.
Era fill de Cotis II del Bòsfor a qui va succeir l'any 132. Va regnar fins al 154 en què el va succeir el seu germà (o potser fill) Juli Eupator.
Juli Capitolí l'esmenta a la Història Augusta, en la seva biografia d'Antoní Pius.